# Thull (Limburg)

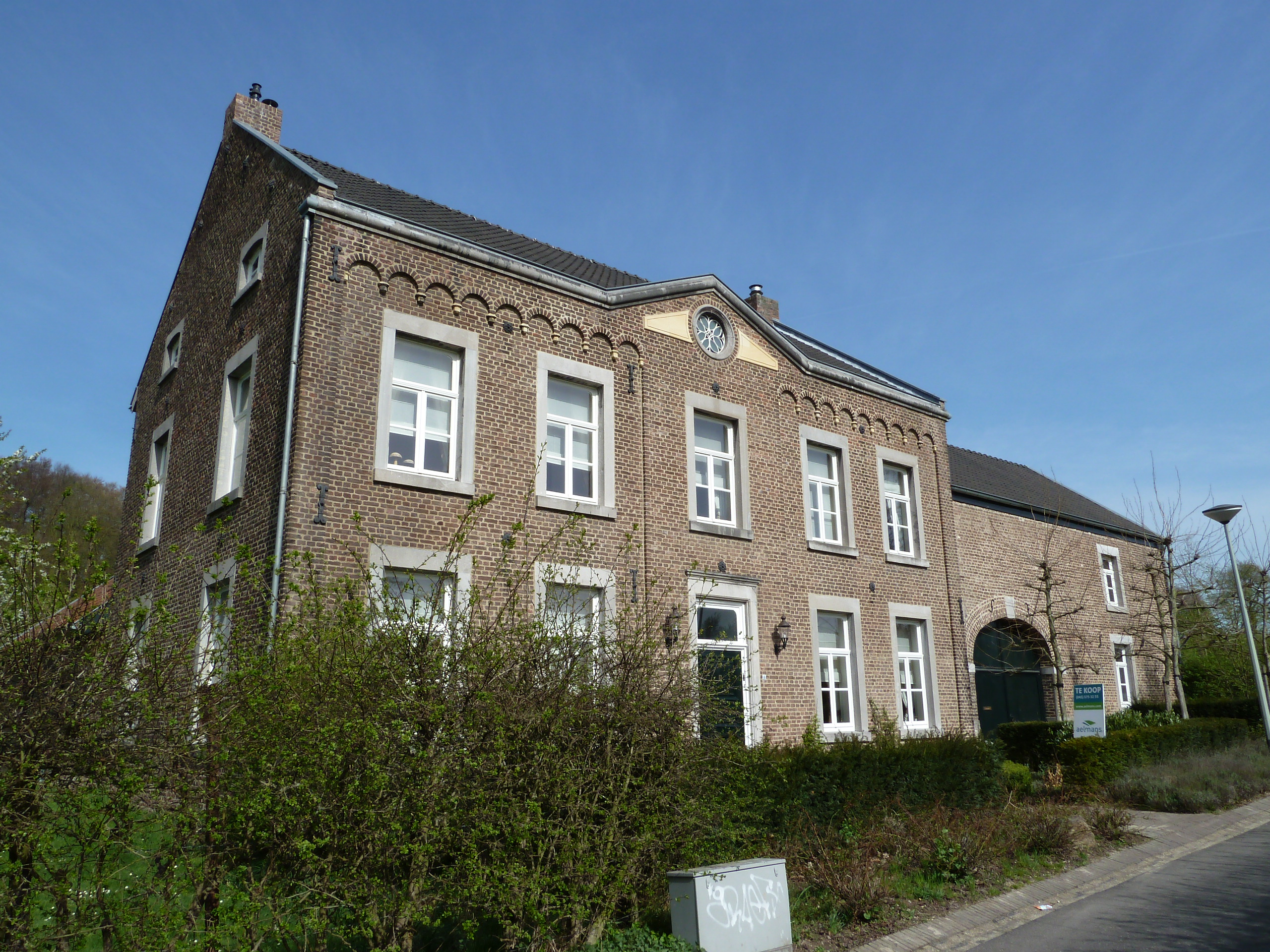
Haus Thull Nr. 1

Thull (Limburgisch Töl auch Thöl) ist ein Weiler in der ehemaligen niederländisch-limburgischen Gemeinde Schinnen, die 2019 in der neugebildeten Gemeinde Beekdaelen aufging. Dort leben etwa 145 Einwohner (2024). Der Weiler Thull liegt in einem trockenen Tal südwestlich des Dorfes Schinnen und ist fast vollständig von Hügeln umgeben, von denen der 102 m hohe Krekelberg der höchste ist. Der Bach Geleenbeek bildet  hier ein Tal und ist von Wiesen und seit 1989 vom Mulderplas (einem Schlammteich, der durch Ablassen von Schlamm aus der ehemaligen staatlichen Bergwerk Emma entstanden ist) umschlossen. Im Laufe der Jahre hat sich rund um den Mulderplas eine einzigartige Flora und Fauna entwickelt, die nach der Sanierung des Gebiets einen bedeutenden Stellenwert im Landschaftspark De Graven erlangt hat. Es gibt in Thull eine Anzahl von Bauernhöfen, die in ihrem ursprünglichen Zustand erhalten geblieben sind. Zwei dieser Bauernhöfe wurden als Rijksmonument unter Denkmalschutz gestellt.

## Brauerei

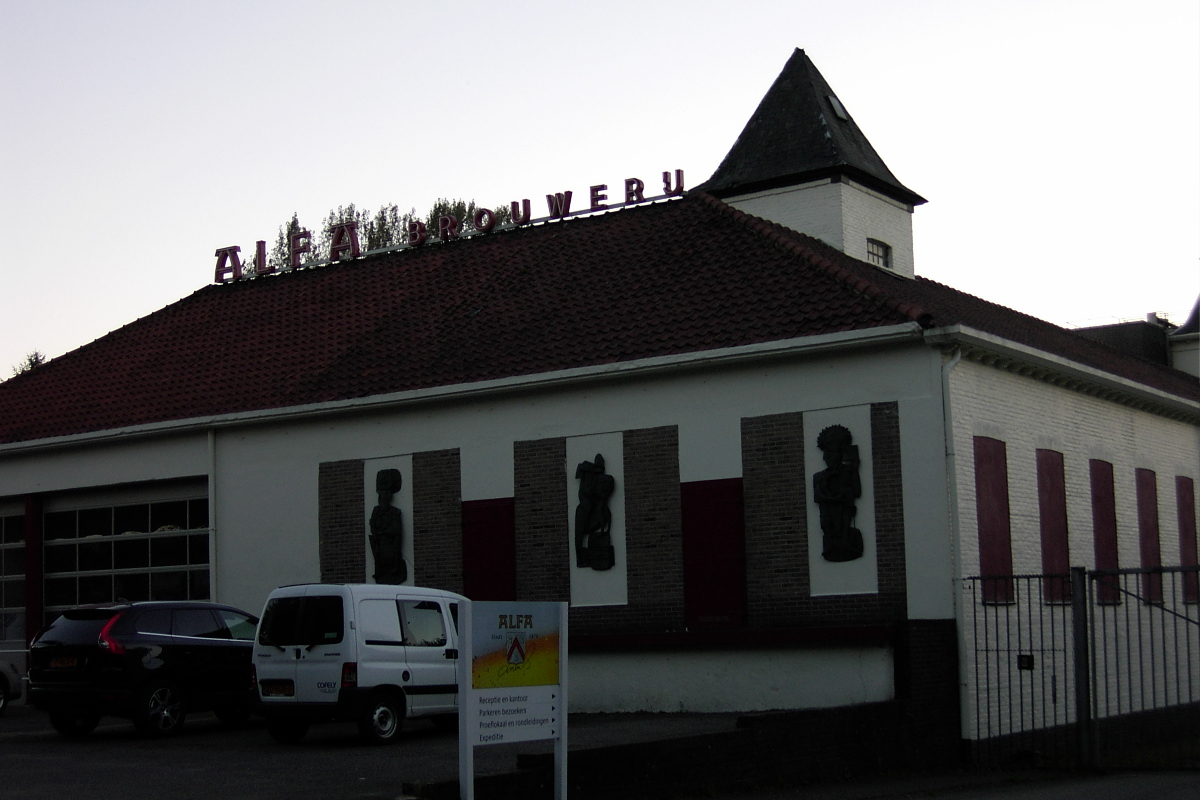
Brauerei Alfa

1870 gründete Joseph Meens in Thull die Meens-Brauerei, die nach vier Generationen immer noch im Besitz der Familie Meens ist. Der Name „Meens Bier“ wurde seit den 1950er Jahren nicht mehr verwendet und durch den Markennamen „Alfa Bier“ ersetzt.
Die Brauerei ist niederländischer Hoflieferant.